# Psorodonotus davisi
Psorodonotus davisi är en insektsart som beskrevs av Karabag 1956. Psorodonotus davisi ingår i släktet Psorodonotus och familjen vårtbitare. Inga underarter finns listade i Catalogue of Life.